# Kostel Nanebevzetí Panny Marie (Planá, okres Tachov)
Kostel Nanebevzetí Panny Marie je farní římskokatolický chrám ve městě Planá v okrese Tachov. Mohutná trojlodní bazilika je významnou dominantou města. Od 13. do 20. století kostel prošel složitým stavebním vývojem, pro současnou podobu měla význam barokní přestavba probíhající ve dvou etapách v 18. století. Spolu se sousední farou je kostel od roku 1958 chráněn jako kulturní památka. V kostelní věži je umístěna městská galerie.

## Historický a stavební vývoj

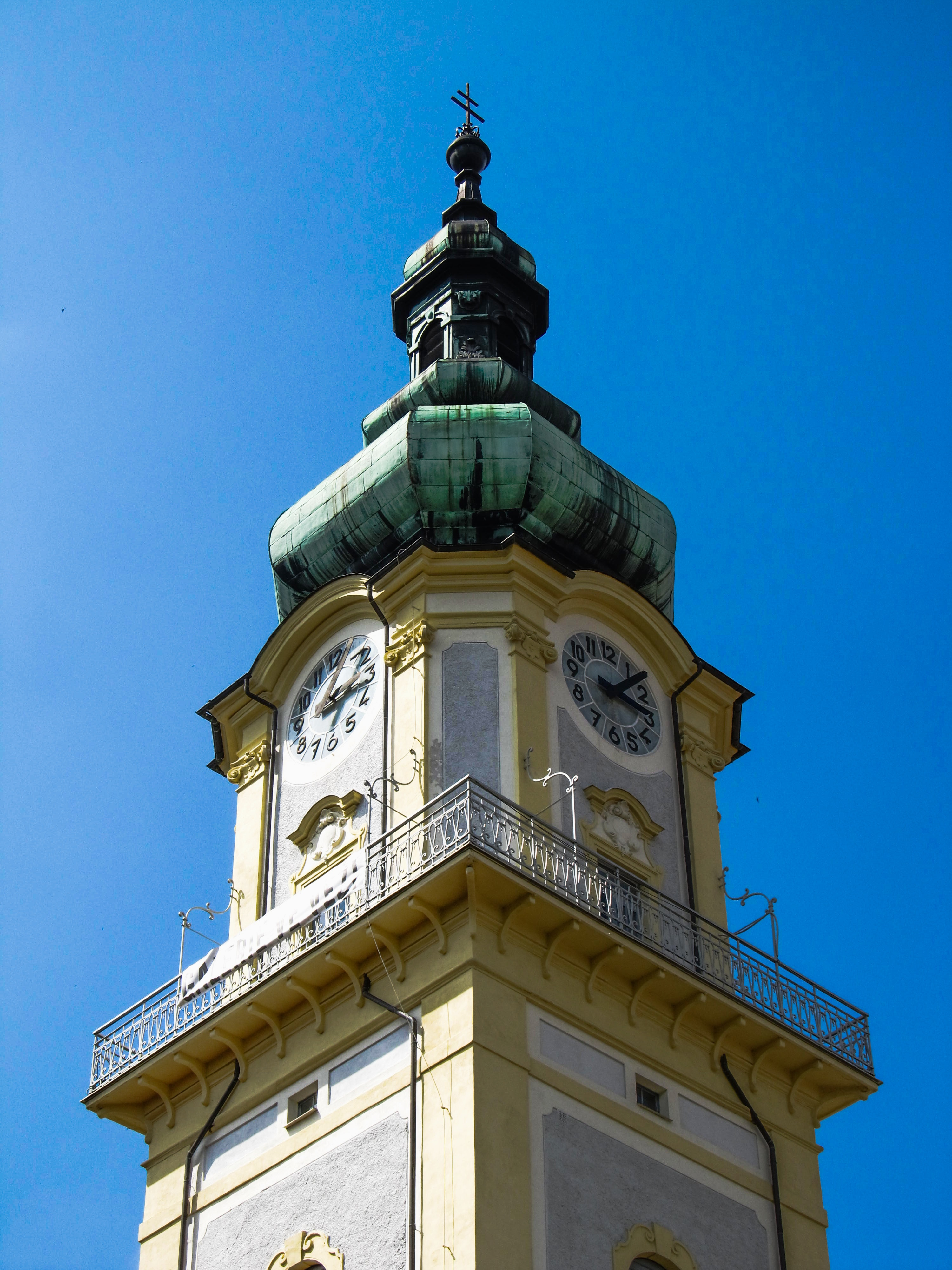
Kostelní věž

Historie plánského kostela se datuje do doby počátků existence města. Město Planá je poprvé doloženo v roce 1251 a z této doby zřejmě také pochází první stavba kostela, původně pozdně románského. Jednolodní budova s pětibokým presbytářem a dvěma hranolovými věžemi byla upravena ve 14. století, kdy byly připojeny nižší boční lodě. Pozdně gotické křížové klenby v hlavní lodi pocházejí z první poloviny 16. století. Na současnou podobu kostela měla zásadní vliv radikální barokní přestavba, která probíhala ve dvou etapách v 18. století pod patronátem tehdejších majitelů panství, hrabat Sinzendorfů. František Václav Sinzendorf (1724-1792) hned poté, kdy po dosažení zletilosti převzal majetek, inicioval první etapu přestavby kostela v letech 1745-1747 za účasti stavitele Tomáše Pötzla. Tehdy byla vestavěna kruchta a boční tribuny, interiér byl vyzdoben bohatou štukaturou, autorem malířské výzdoby byl místní rodák W. Schmidt. Ve druhé etapě byl v letech 1765-1768 přestavěn presbytář včetně hlavního oltáře podle návrhu Adama Lauterera. Další úpravy interiérů se datují v letech 1872 a 1882. Zatímco jižní věž zanikla již za třicetileté války v důsledku nájezdů nepřátelských i císařských vojsk, severní věž byla kvůli špatné statice zbořena v roce 1902. Nynější věž byla postavena v novobarokním stylu v roce 1904.

## Stavební fáze
Původně pozdně románský kostel byl založený ve 2. čtvrtině 13. století. Z nejstarší stavební etapy se dochoval presbytář s nárožními příporami, k němuž z obou stran přiléhaly dnes nedochované věže. Jižní věž byla odbouraná patrně v 18. století a severní věž až na počátku 20. století. V roce 1902 byla zbořena její horní část a o dva roky později, v roce 1904, byla nahrazena současnou věží přistavěnou k její severní stěně. K nejstarší stavební fázi náleží patrně i výstavba hlavní lodi se západním portálem a zazděnými jižními okénky. Ve 2. polovině 14. století došlo ke gotické přestavbě lodi, jejíž součástí bylo připojení bočních lodí. V průběhu 1. poloviny 16. století získala hlavní loď pozdně gotické křížové klenby. Barokní přestavba proběhla ve dvou hlavních etapách. V letech 1745-1747 mělo dojít k postavení kruchty a empor, úpravě stěn a prolomení oken v bočních lodích, presbytáři a sakristii. Uvedené barokní úpravy provedl stavitel Tomáš Pötzl. Rovněž byla provedená malířská a štuková výzdoba interiéru. Druhá fáze barokní přestavby probíhala v letech 1765-1768 především v prostoru presbytáře. Klenbu presbytáře spolu s dalšími úpravami provedl polír M. Neuner z Jihlavy.

## Stavební podoba

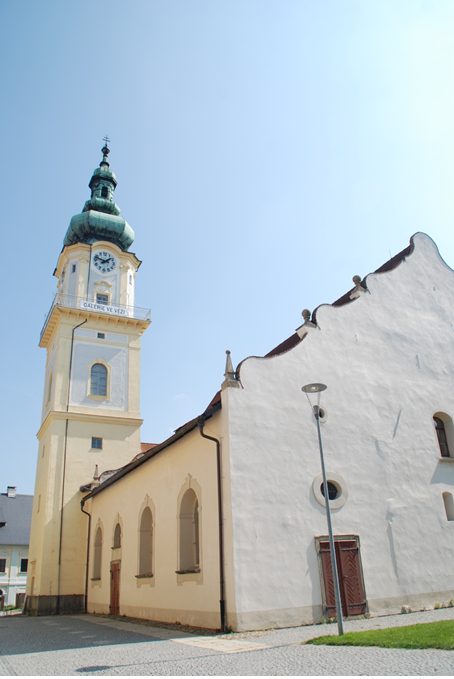
Kostel Nanebevzetí Panny Marie (Planá)

rojlodní bazilika je opatřená trojboce uzavřeným presbytářem, k němuž na jižní straně přiléhá čtvercová kaple a obdélná sakristie. Na severní straně se nalézá vstupní prostor bývalého přízemí věže, na který navazuje novobarokní hranolová věž. Západní průčelí kostela vrcholí vysokým třípatrovým štítem s volutami po stranách. Uprostřed se nalézá hrotitý portál s postranními sloupky. Nad ním je umístěné vysoké hrotité okno a po jeho bocích další dvě segmentově uzavřená okna. Boční stěny jsou členěné vysokými okny s šambránami s klenáky. Hranolová věž má osmibokou nadstavbu s ochozem a je ukončená cibulovou bání s lucernou. Prostorná hlavní loď v sobě spojuje gotické křížové žebrové klenby se štukovou výzdobou pozdního baroka. Stěny trojlodí jsou členěné rokokovými pilastry. Nad bočními loděmi jsou vztyčeny empory a v západní části kostela je umístěná kruchta. Jejich poprsnice jsou konvexně vypjaté do lodi. Presbytář je klenutý barokní plackou se štukovým rámem s bohatou rostlinou výzdobou a v závěru konchou. Do lodi se otevírá hrotitým vítězným obloukem.

## Současnost

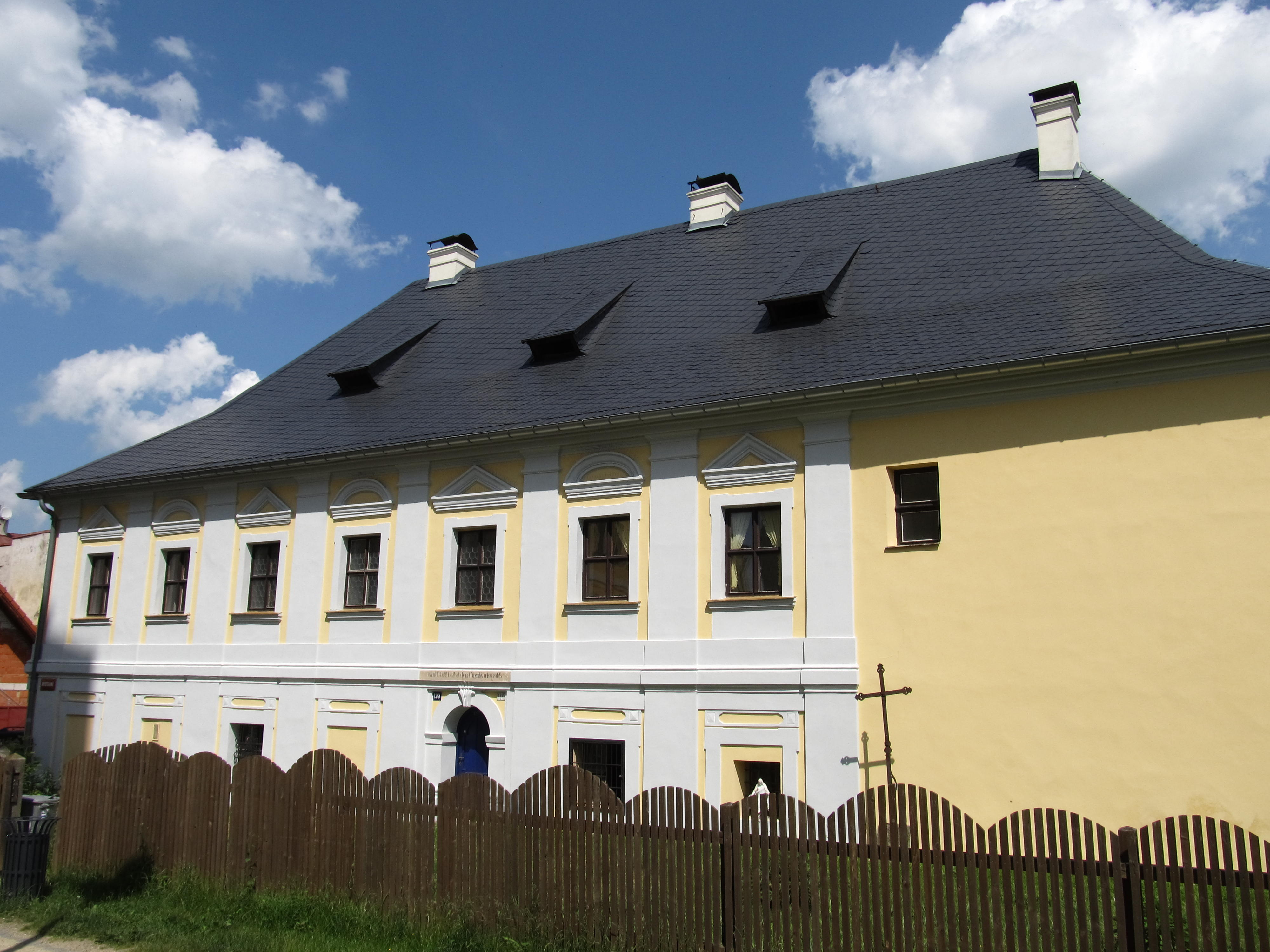
Fara

Kostel Nanebevzetí Panny Marie se nachází jižně od náměstí v Kostelní ulici, ze tří stran jej obklopuje ohradní zeď bývalého hřbitova. Podél zdi jsou umístěny náhrobní kameny bývalých majitelů panství, například Šliků, jejichž hrobka se nachází před hlavním oltářem. Kostelní věž díky výšce 48 metrů patří k dominantám města a po rekonstrukci v roce 1995 je sídlem městské galerie. Pravidelné bohoslužby se v kostele konají třikrát týdně (úterý, pátek, neděle). Součástí areálu je fara (Kostelní č.p. 133) východně od kostela, která byla poškozena požárem v roce 2009 a poté nákladně obnovována. Nová fasáda fary pochází z roku 2014, v této době byly rekonstruovány také fasády kostela, v němž v letech 2013–2014 proběhly i restaurátorské práce.

### Program záchrany architektonického dědictví
V rámci Programu záchrany architektonického dědictví bylo v letech 1995-2014 na opravu památky čerpáno 2 250 000 Kč.
| rok    | 2011 | 2012 | 2013 | 2014 |
| ------ | ---- | ---- | ---- | ---- |
| částka | 630  | 420  | 400  | 800  |